# Bachimatti, Shorapur
Bachimatti là một làng thuộc tehsil Shorapur, huyện Gulbarga, bang Karnataka, Ấn Độ.